# 2025年の教育
2025年の教育（2025ねんのきょういく）では、2025年（令和7年）の教育に関する出来事・予定を記述する。
2024年の教育-2025年の教育-2026年の教育

## 予定・出来事

### 1月
- 13日 - 東京女子医科大学の新校舎建設工事を巡り業務報酬名目で計1億円超を不当に支払わせて同大に損害を与えたとして警視庁が、岩本絹子前東京女子医科大学前理事長を背任容疑で逮捕[1]
- 18日-19日 - 大学入学共通テスト[2]。
- 25日-26日 - 大学入学共通テスト追・再試験。

### 2月
- 2月18日 - 学校法人柳城学院が運営し2020年に開学した名古屋柳城女子大学の2026年以降の募集停止、2029年3月で閉学を発表、同法人が運営する名古屋柳城短期大学保育科は存続する[3]。